# Kasteel Ortegat

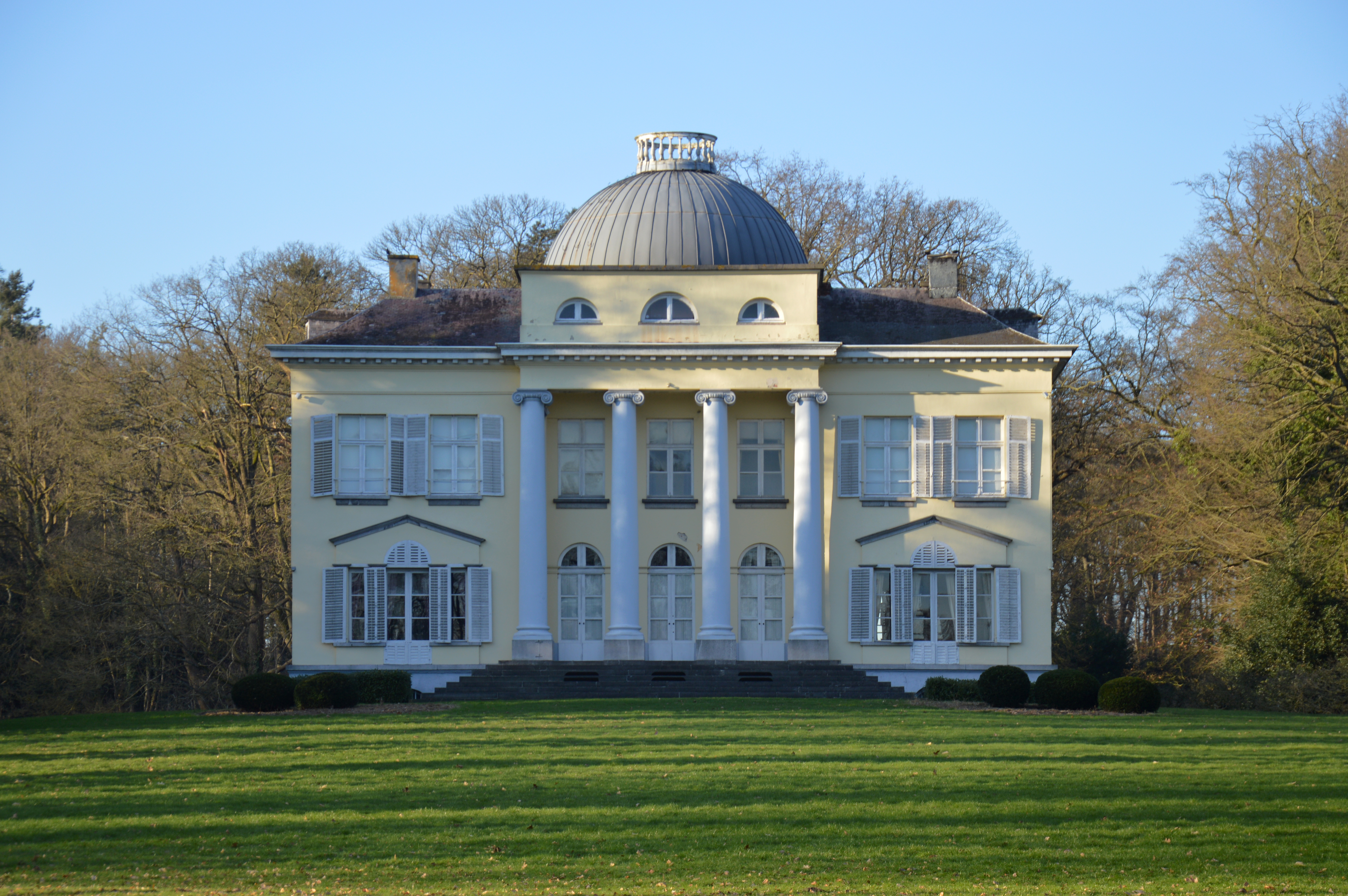
Kasteel Ortegat

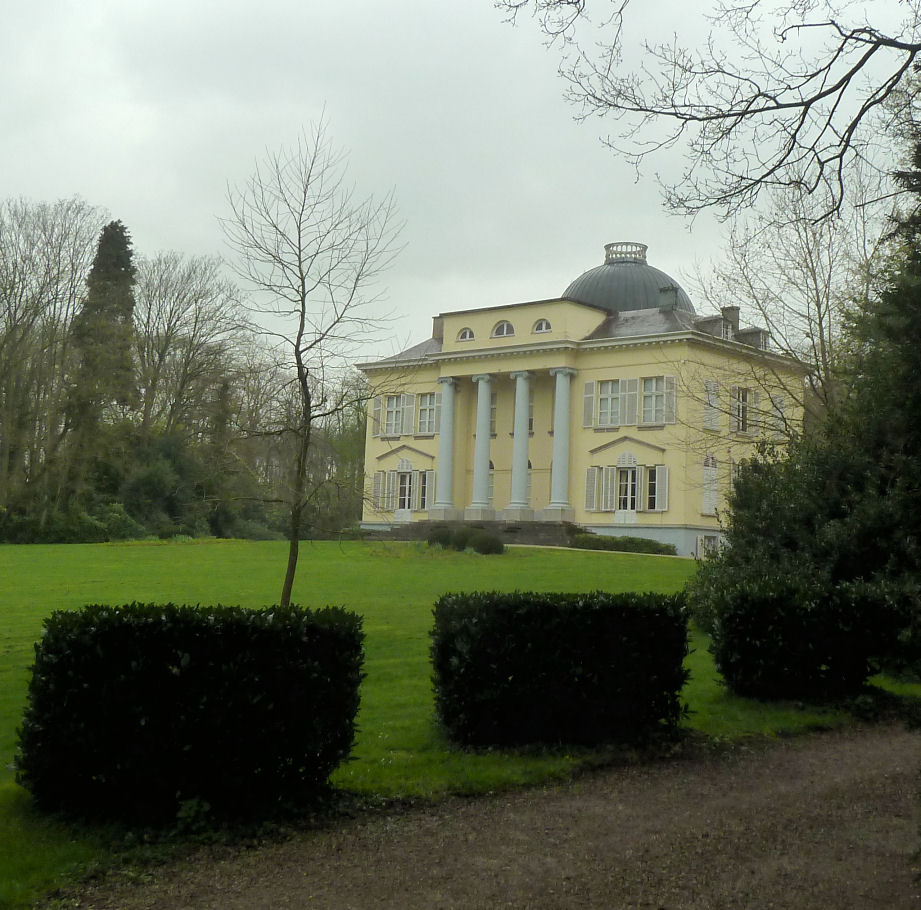
zijaanzicht

Het Kasteel Ortegat is een kasteel in Waasmunster, Oost-Vlaanderen, gelegen aan Belselestraat 2. Het kasteel bevindt zich buiten de dorpskern van Waasmunster, in de richting Belsele. Het kasteel kan niet bezocht worden.

## Geschiedenis
Volgens een kaart uit 1639 met het grondgebied rond de Abdij van Roosenberg was het perceel tegenover de toegangsdreef van de abdij gekend als den bulck.
In 1797 kocht Albertus Livinus Vermeulen (1767-1820), de zoon van een burgemeester van Lokeren een stuk van de gronden van de opgeheven abdij. Hij gaf vervolgens opdracht tot het bouwen van het kasteel en in 1813 of eerder kwam dit tot stand naar een ontwerp van Jean-Baptiste Dubois. Na het overlijden van Albertus werd zijn neef Jean-Baptiste Vermeulen de nieuwe eigenaar en hij breidde het kasteeldomein verder uit.
Het kasteel was in het begin bekend als kasteel De(n) Bulck, ontleend aan het toponiem van de locatie maar ging daarna verder als kasteel Vermeulen.
Vanaf omstreeks 1900 werd het kasteel bewoond door de familie Ortegat en in 1919 kwam het in hun bezit en werd het gekend als kasteel Ortegat of kasteel van Waasmunster.

## Gebouw
Het kasteel meet twee verdiepingen en is gebouwd op een souterrain. Het lichtgekleurde gebouw is in neoclassicistische stijl met invloed van het palladianisme. Opvallend is het koepeldak. De koepel is van binnen is in een trompe l’oeil beschilderd. De koetshuis en een stal zijn waarschijnlijk tegelijk met hoofdgebouw opgericht.

## Domein
Het kasteeldomein van ongeveer 4 ha is gelegen op het front van de Cuesta van het Waasland. Het bijbehorende park in Engelse landschapsstijl bevat een ronde en een serpentinevijver, slingerende paden en heeft enig reliëf. Door haar parkstijl werd het domein in de volksmond ook bekend als Den Engelsen Hof.
Op het domein staat een monumentale bruine beuk. Deze boom is met een omtrek van 763 cm (2009) de dikste van zijn soort in België.